# Ілішень
Ілішень, Ілішені (рум. Ilișeni) — село у повіті Ботошані в Румунії. Входить до складу комуни Санта-Маре.
Село розташоване на відстані 370 км на північ від Бухареста, 45 км на схід від Ботошань, 62 км на північний захід від Ясс.

## Населення
За даними перепису населення 2002 року у селі проживали 228 осіб, усі — румуни. Усі жителі села рідною мовою назвали румунську.